# Kinkinka
Kinkinka ou Kinkinkan est une commune rurale située dans le département de Loumana de la province de la Léraba dans la région des Cascades au Burkina Faso.

## Démographie
| 2003 | 2006 | 2012 |
| ---- | ---- | ---- |
| 518  | 561  | -    |

## Éducation et santé
Le centre de soins le plus proche de Kinkinka est le centre de santé et de promotion sociale (CSPS) de Loumana tandis que le centre médical avec antenne chirurgicale (CMA) est à Sindou et que le centre hospitalier régional (CHR) se trouve à Banfora.
Le village possède une école primaire publique.